# Дондарлы (Губадлинский район)
Дондарлы (азерб. Dondarlı) — село в одноимённом административно-территориальном округе Губадлинского района Азербайджана.

## История
По данным «Свода статистических данных о населении Закавказского края, извлеченных из посемейных списков 1886 года», в селе Дондарлу одноимённого сельского округа Зангезурского уезда Елизаветпольской губернии было 84 дыма и проживало 328 азербайджанцев (в источнике — «татар») суннитского вероисповедания, из которых четверо принадлежали к духовенству, а остальные являлись владельческими крестьянами.
В 1918 году, в связи с обострением межнациональных отношений в Зангезурском уезде, сформированная в Гёрусах после Февральской революции смешанная армяно-мусульманская администрация распалась. Мусульмане Зангезура создали собственную администрацию в Дондарлы.
В ходе Первой карабахской войны, в 1993 году село было занято армянскими вооружёнными силами, и до 2020 года находилось под контролем непризнанной НКР. После вооружённого конфликта, произошедшего осенью 2020 года, небольшие участки в Губадлинском и Зангеланском районах оставались под контролем армянской стороны. По словам премьер-министра Армении Никола Пашиняна, 9 ноября, во время подписания заявления о прекращении огня, стороны достигли «устного взаимопонимания» о том, чтобы «провести уточнение пограничных точек» на этих участках. В итоге, в декабре армянские войска «отступили на границу Советской Армении», и территории Губадлинского и Зангеланского районов полностью вернулись под контроль Азербайджана.

## Достопримечательности
В селе расположены мечеть XIX века (инв. № 4704) и мост Гаджибадала (инв. № 4705), которые являются памятниками архитектуры местного значения.

## Дополнительная информация
Видеорепортаж министерства обороны Азербайджана из села Дондарлы (4 сентября 2021 г)